# トム・ソーヤーの冒険 (アニメ)
『トム・ソーヤーの冒険』（トム・ソーヤーのぼうけん）は、1980年1月6日から12月28日まで、フジテレビ系列で毎週日曜19:30 - 20:00（JST）に全49話が放送された、日本アニメーション制作のテレビアニメ。「世界名作劇場」の第6作目に当たる。

## 概要
原作はアメリカの作家・マーク・トウェインの長編小説『トム・ソーヤーの冒険』（The Adventures of Tom Sawyer）。
物語の舞台が1840年代の開拓時代のアメリカである事を含め、基本的には原作に沿った内容であるが、部分的に改変されているエピソードも存在する。放送当時の日本において、未成年では問題とされる飲酒・喫煙の描写がカットされた他、一部では物語の時系列も異なり、本作品では後半の第38話でインジャン・ジョーのロビンソン先生の殺人が起きるが、原作ではトムがインジャン・ジョーの殺人を目撃するのは、前半の第9章辺りからである。
また前番組『赤毛のアン』と同様に、同じ原作者の別の作品からエピソードや登場人物を引用したケースもある。例えば第30話で登場するハックの父親は、原作の続編に当たる『ハックルベリー・フィンの冒険』に登場する人物であり、続く第31話でポリーおばさんがトムらの悪戯で数を数えなくなるエピソードも、同じく『ハックルベリー・フィンの冒険』のサリーおばさんのエピソードを置き換えたものである。

## あらすじ
時代は19世紀半ばのアメリカ。ミシシッピー川沿いの田舎町「セントピーターズバーグ」に住む少年トム・ソーヤーは、いたずらが大好きな男の子。親友のハックや仲間たちと森で野ブタを捕まえたり、川で海賊ごっこをしたり、気球に乗ったりと、毎日ワクワクするような冒険を繰り広げている。ある日、トムとハックは深夜の墓場で恐ろしいならず者のインジャン・ジョーが殺人を犯すのを目撃してしまう。インジャン・ジョーは無実のマフ・ポッターに罪を着せようとするが、トムはマフを救うため勇気を出して裁判所で真実を告げる。しかし、インジャン・ジョーはトムの証言のさなか裁判所から逃げ出してしまい、行方知れずとなってしまう。
その後、ハックの新しい住処探しに幽霊屋敷へ出かけた二人は、インジャン・ジョーが莫大な財宝を運び出すところを目撃する。夏休みの終わり、洞窟探検に出かけたトムは、ベッキー・サッチャーと二人で道に迷ってしまい、洞窟に隠れていたインジャン・ジョーに捕まってしまうが、二人を探しにきた保安官に助けられる。そして、インジャン・ジョーが隠していた財宝をハックと二人で発見し、大金持ちになる。しかし二人は相変わらずいたずらばかり繰り返し、今日も先生に怒られてお尻を鞭で叩かれるのだった。
作中における時間経過は約3ヶ月と非常に短く、「世界名作劇場」シリーズの中でも過去最短である。

## 登場人物

### 主要人物
“トム”トマス・ソーヤー
声 - 野沢雅子
本作品の主人公。両親を早くに亡くし、伯母のポリーに引き取られ、実の子同然に育てられてきた。性格は元気でやんちゃであり、また悪戯が好きで勉強は大嫌い。学校が終わるとすぐに遊びに出て、暗くなるまで帰らないこともしばしば。いつもポリーやメアリーに手を焼かせているが、学校では人気者。
“ハック”ハックルベリー・フィン
声 - 青木和代
トムの親友。母親を早くに亡くし、酒飲みの父親（声 - 上田敏也）の元を逃げ出して森の木の上に小屋を建てて、学校にも行かず気ままに暮らしている。街の大人からは「宿無しのハック」と呼ばれ嫌われているが、子供達はそんなハックの暮らしにあこがれている。
“ベッキー”レベッカ・サッチャー
声 - 潘恵子
セントルイスから引っ越してきた地方判事の娘。トムの憧れの少女で、ベッキーの気を引こうとトムは苦労する。やがて二人は仲良くなり、"婚約"をするが、トムがクラスメイトのエミー･ローレンスとも"婚約"していたことを知り、激怒して長期間絶交する。将来の夢は女優になること。高所恐怖症。

### トムの家族
“シッド”シドニー・ソーヤー
声 - 白川澄子
トムの3つ下の弟。トムとは正反対の優等生で真面目な性格。しかし年齢に似合わず要領がよく小ずるいところがあり、世渡り上手。黒髪の刈り上げ頭で、眼鏡をかけている。本来のファーストネームで呼ばれることは少ない。
ポリーおばさん
声 - 遠藤晴
ソーヤー兄弟（トムとシッド）の母方の伯母。姓は不明。妹の没後、甥の彼らを引き取って実子同様に育てている。トムのいたずらの最大の被害者であり、トムには散々手を焼いている。
メアリー
声 - 小沢かおる
ポリーの娘でトムやシッドの従姉。2人からは「メアリー姉さん」と呼ばれており、実の姉弟のような関係。しっかりもので優しい性格。看護師を目指しており、ミッチェル先生を手伝うこともある。村一番の美人であるらしい。
ジム・ホリス
声 - 西川幾雄
ポリーの家の黒人奴隷。ポリーからは親切にされており、過酷な労働を強いられているわけではないため、使用人に近い。トムたちとも仲が良く、「坊ちゃん」とかわいがっている。
ピーター
ポリーの家で飼われている茶色の猫（デブ猫）。夜中にハックがトムの家に来た時に、猫の声真似でトムを呼び出す合図を送ると必ず釣られて出てくる。基本的に大人しくトムやハックにもよくなついてるが、トムにひまし油を飲まされた時は大暴れした。

### 学校
“ベン”ベンジャミン・ロジャース
声 - 東美江 → 峰あつ子
トムの友人の1人。雑貨屋の息子。少し肥満気味。ある些細な出来事がきっかけで、トム、ハックと一緒に4日間ジャクソン島に過ごした事がある。原作では比較的出番が少ないためか、ジャクソン島には行かなかった。
“ジョー”ジョセフ・ハーパー
声 - 井上和彦
トムの友人の一人。本作品では出番が少ないが、原作ではトムの無二の人物として描かれており、ジャクソン島へ行くのも、ベン・ロジャースではなく、本人がトム、ハックと一緒に向かう。
“ジェフ”ジェフリー・サッチャー
声 - 中谷ゆみ
トムのクラスメイト。ベッキーの従兄弟。トムやジョー達とは異なって優等生風の少年。それ故にトムとはあまり馬が合わないのだが、ある一件ではトムに快く協力した。
アルフレッド・テンプル
声 - 菅谷政子
トムのクラスメイト。セントルイスからやってきた転校生で裕福な身の上でインテリ風。基本的にトムとは馬が合わない一人だが、ある一件ではやはりトムに快く協力した。ボクシングを習っており、泳げない。
チャーリー・ドナヒュー
声 - 松岡洋子
トムのクラスメイト。かなり陰湿な性格であり、トムとは険悪。しかしそんなチャーリーでもある一件においてはトムに協力した。
エミー・ローレンス
声 - 黒須薫→高木早苗
トムのクラスメイトでベッキーの前のトムの彼女（婚約風の儀式は行った）。家はパン屋。
ドビンズ先生
声 - 永井一郎
トムの担任。頭ごなしに生徒を叱る為、教え子からの人望は薄い。体罰用の鞭を持っており、トムがよくこれで叩かれる。医者になる為、教師の仕事をしながら試験の勉強を続けている。何かあると、すぐ自習にし自分の勉強をする。実はカツラ。ある一件の後、教職を去る事に。
ナタリー・ローズ先生
声 - 江川菜子
ドビンズ先生の後任。ドビンズ先生とは対照的に優しい感じの人だがやはり彼女も鞭を持っており、怠け者には厳しい教師でもある。最終回に登場し、トムとハックに鞭打ち10回ずつの罰を与え、このシーンで物語は完結した。最終回のタイトルはこのシーンを示唆したものである。

### フェルプス農場
サリー・フェルプス
声 - 川路夏子（第43話 - 第45話）
ポリーおばさんの亡くなった御主人のお姉さん。メアリーの父方の伯母。
サイラス・フェルプス農場長
声 - 矢田稔（第43話 - 第45話）
サリーの夫。アーカンソー州でフェルプス農場を経営している。農場の牛が半分以上死に金銭の工面に困っていたが、ポリーの使いでトムが持ってきた証券などを担保に借金をすることができ、救われた。
ベニー・フェルプス
声 - 松尾佳子（第43話 - 第45話）
サイラス農場長とサリーの娘。メアリーとは従姉妹同士である。トムの弟シッドを名乗っていたハックが本当はトムの弟でないことを見抜く。
オスカー・フェルプス
声 - 塩沢兼人（第43話 - 第45話）
サイラス農場長とサリーの息子。メアリーとは従兄妹同士である。

### その他
ジョン・ロジャース
声 - 池田勝→緒方賢一
ベンの父親。
ミッチェル
声 - 二見忠男
村の医者で大酒飲み。村に新しくロビンソンという若く腕利きの医者が来た為、殆ど患者が来なくなってしまうが、ポリーおばさんだけは信頼している。ミッチェル先生が最終回で読んでいる新聞記事のフロント・ページはジョン・レノンの射殺を報じる記事である（1980年12月9日付け）。
マフ・ポッター
声 - 峰恵研
村に住むおじさん。いつも酒を飲んで酔っ払っているので大人からは嫌われているが、気の良い性格でトムとハックとは仲が良い。おじいさんは海賊で、莫大な宝を村に隠したらしい。
インジャンにロビンソン殺人の濡れ衣を着せられ裁判にかけられるが、殺人の一部始終を見ていたトムの証言により救われる。
インジャン・ジョー
声 - 蟹江栄司 → 内海賢二（第38話より）
村に住むならず者のインディアン。大人も子供も村中の人間がジョーを恐れている（ただし子供には、少なくとも作中では手を出していない）。過去に人を殺したことがあるらしい（作中でも殺人を犯し、マフに濡れ衣を着せる）。作中最大の極悪人ではあるが、原作に比べると悪人描写は少なく、自分の罪を証言したトムと洞窟で会った時には、殺されると恐れるトムに対して「君のおかげで俺は随分苦労をさせられた」と嫌味を垂れつつも「俺が何の罪もない君を殺すと本気で思っているのか」と語った上で危害は加えなかった。最期はトムに「もう二度と会うことはない」と告げながらトムとベッキーを探していた保安官に見つかり、逃避行の末、洞窟の深い谷底に落ちていった。
リゼット・ジャン
声 - 三輪勝恵（第26話 - 第30話）
村にやってきた旅芝居一座 二代目デビット・ガリック一座の子役。子供向けに上演される昼の部の芝居「さすらいの少女リゼット」では主役を演じる。大人びた美少女で、ハックやシッドは熱を上げる。自分と似た境遇のハックと心を通わせる。
ハックの父
声 - 上田敏也
初登場は30話。ハックの父親で自分の仕事を手伝わせる為にセントピーターズバーグにハックを迎えにきたが結局見つけられず諦めて帰っていった。
コリンズ保安官
声 - 鈴木泰明
セントピーターズバーグの保安官（本部長）。
パット声 - 古川登志夫
セントピーターズバーグ保安官（執行官）。
ロビンソン
声 - 筈見純
セントピーターズバーグの村に新しくやって来た腕利きの若い医者。ミッチェル先生より人気があったが、墓にある死体を掘り返し、死因を探るため解剖を行うという裏の顔を持つ。
マフとインジャン・ジョーに墓から死体の運び出しを度々手伝わせていたが、金銭面で口論となり、インジャン・ジョーに殺される。
アーサー・オコーナー
声 - 森功至（第34話 - 第37話、第49話）
アメリカ陸軍に雇われている気球技師の青年。乗っていた気球が誤って風に流され、シカゴからセントピーターズバーグに辿り着く。
ピンカートン
声 - 辻村真人
インジャン・ジョーを捕まえるためにセントルイスから呼ばれた探偵。結局インジャン・ジョーの手がかりを見つけられず、セントルイスへ帰っていく。
ダグラス夫人
声 - 公家敬子
ハックを養子にした未亡人。裕福な家庭である。

## スタッフ
- 企画・製作 - 日本アニメーション
- 製作 - 本橋浩一
- 製作管理 - 高桑充
- 企画 - 佐藤昭司
- 演出（監督） - 斎藤博
- キャラクターデザイン - 関修一
- 色指定・仕上検査 - 宇野薫
- 場面設定・レイアウト - 坂巻貞彦
- 美術監督 - 阿部泰三郎
- 美術助手 - 松平聡
- 背景 - スタジオアクア・スタジオSF・小林プロダクション
- 彩色 - スタジオロビン・アートワークショップ
- 撮影監督 - 黒木敬七
- 撮影 - トランスアーツ
- 音楽 - 服部克久
- 録音監督 - 浦上靖夫
- 編集 - 瀬山武司
- プロデューサー - 松土隆二
- 演出助手 - 鈴木孝義・馬場健一・腰繁男・稲見邦宏
- 制作 - 日本アニメーション・フジテレビ

## 主題歌

### オープニングテーマ
「誰よりも遠くへ」　（読み：だれよりもとおくへ）
作詞 - 山川啓介 / 作曲・編曲 - 服部克久 / 歌 - 日下まろん

### エンディングテーマ
「ぼくのミシシッピー」
作詞 - 山川啓介 / 作曲・編曲 - 服部克久 / 歌 - 日下まろん
※作品舞台がニューオーリンズに近いため、オープニングテーマや挿入音楽はジャズの影響を受けたものが多い（ルイ・アームストロングの「ハロー、ドーリー！」のメロディが取り入れられたものもある）。『金髪のジェニー』、『ケンタッキーの我が家』、『故郷の人々』（いずれもスティーブン・フォスター作詞・作曲）も度々使用されている。また、オープニングテーマ･エンディングテーマは挿入歌としても使われることが多かった。

### 挿入歌
「地獄のジョー」
作詞 - 御所まさと / 作曲・編曲 - 服部克久 / 歌 - 若子内悦郎
「恋するベッキー」
作詞 - 田中のぶ / 作曲・編曲 - 服部克久 / 歌 - 潘恵子
「行こうぜ兄弟!」
作詞 - 山川啓介 / 作曲・編曲 - 服部克久 / 歌 - 日下まろん
「ぐうたらマン･ハック」
作詞 - 田中のぶ / 作曲・編曲 - 服部克久 / 歌 - 日下まろん、スラップスティック

## 各話リスト
| 話数   | 放送日        | サブタイトル             | 脚本            | 絵コンテ   | 作画監督                   |
| ------ | ------------- | ------------------------ | --------------- | ---------- | -------------------------- |
| 第1話  | 1980年 1月6日 | トムとハックとブタ騒動   | 加藤盟          | 竹田のびる | こさこ吉重                 |
| 第2話  | 1月13日       | ごきげんなペンキ塗り     | 清瀬武          | 竹田のびる | こさこ吉重 関修一 後上義隆 |
| 第3話  | 1月20日       | トム一目ぼれをする       | 神山征二郎      | 竹田のびる | こさこ吉重                 |
| 第4話  | 1月27日       | サムじいさんのおまじない | 神山征二郎      | 竹田のびる | こさこ吉重                 |
| 第5話  | 2月3日        | 恋は異なもの味なもの     | 神山征二郎      | 腰繁男     | 高野登                     |
| 第6話  | 2月10日       | ハックの家づくり         | 神山征二郎      | 竹田のびる | こさこ吉重                 |
| 第7話  | 2月17日       | ライバル登場             | 富田義朗        | 馬場健一   | こさこ吉重                 |
| 第8話  | 2月24日       | あこがれの蒸気船         | 磯見忠彦        | 鈴木孝義   | 高野登                     |
| 第9話  | 3月2日        | ポリーおばさんの子供たち | 宮崎晃          | 横田和善   | こさこ吉重 桜井美知代      |
| 第10話 | 3月9日        | 村の嫌われ者             | 宮崎晃          | 腰繁男     | こさこ吉重 後上義隆        |
| 第11話 | 3月16日       | 海賊の宝                 | 宮崎晃          | 馬場健一   | こさこ吉重                 |
| 第12話 | 3月23日       | ベッキー・サッチャー怒る | 宮崎晃          | 鈴木孝義   | 高野登                     |
| 第13話 | 3月30日       | 海賊になるんだ           | 宮崎晃          | 横田和善   | こさこ吉重                 |
| 第14話 | 4月6日        | 海賊には学校はない       | 宮崎晃          | 腰繁男     | 桜井美知代 後上義隆        |
| 第15話 | 4月13日       | 冒険・冒険また冒険       | 宮崎晃          | 横田和善   | こさこ吉重                 |
| 第16話 | 4月20日       | トム・ソーヤーの葬式     | 宮崎晃          | 馬場健一   | 高野登                     |
| 第17話 | 4月27日       | 運の悪い日               | 宮崎晃          | 竹田のびる | 杉野昭夫                   |
| 第18話 | 5月4日        | 痛い仲直り               | 宮崎晃          | 鈴木孝義   | こさこ吉重                 |
| 第19話 | 5月11日       | 蛙の戦い                 | 宮崎晃          | 横田和善   | 桜井美知代 後上義隆        |
| 第20話 | 5月18日       | ドビンズ先生の秘密       | 宮崎晃          | 腰繁男     | こさこ吉重                 |
| 第21話 | 5月25日       | 夏休みの始まり           | 宮崎晃          | 鈴木孝義   | 高野登                     |
| 第22話 | 6月1日        | 病気にならない薬         | 宮崎晃          | 竹田のびる | 後上義隆                   |
| 第23話 | 6月15日       | ナマズ釣りの日           | 宮崎晃          | 横田和善   | こさこ吉重                 |
| 第24話 | 6月22日       | ネクタイをしたハック     | 太田省吾 宮崎晃 | 腰繁男     | こさこ吉重 桜井美知代      |
| 第25話 | 6月29日       | 意地っぱり野郎           | 宮崎晃          | 竹田のびる | 高野登                     |
| 第26話 | 7月6日        | 子役のリゼット           | 太田省吾 宮崎晃 | 馬場健一   | こさこ吉重                 |
| 第27話 | 7月20日       | お芝居の始まるまで       | 太田省吾 宮崎晃 | 鈴木孝義   | 桜井美知代                 |
| 第28話 | 7月27日       | リゼットを助けろ!        | 太田省吾 宮崎晃 | 横田和善   | こさこ吉重                 |
| 第29話 | 8月3日        | 突然のさようなら         | 太田省吾 宮崎晃 | 腰繁男     | 高野登                     |
| 第30話 | 8月10日       | ハックの父親             | 宮崎晃          | 馬場健一   | こさこ吉重                 |
| 第31話 | 8月17日       | 数を数えろ               | 太田省吾 宮崎晃 | 鈴木孝義   | 桜井美知代                 |
| 第32話 | 8月24日       | 黄金を見つけた!          | 宮崎晃          | 腰繁男     | こさこ吉重                 |
| 第33話 | 9月7日        | 自由に向って逃げろ       | 太田省吾 宮崎晃 | 横田和善   | 高野登                     |
| 第34話 | 9月14日       | 天から降って来た男       | 宮崎晃          | 竹田のびる | こさこ吉重                 |
| 第35話 | 9月21日       | 空を飛びたい             | 宮崎晃          | 鈴木孝義   | 後上義隆                   |
| 第36話 | 9月28日       | 気球を直そう             | 宮崎晃          | 横田和善   | こさこ吉重 桜井美知代      |
| 第37話 | 10月5日       | 空からの眺め             | 宮崎晃          | 竹田のびる | 高野登                     |
| 第38話 | 10月12日      | おそろしい出来事         | 宮崎晃          | 腰繁男     | こさこ吉重                 |
| 第39話 | 10月19日      | 良心の痛み               | 宮崎晃          | 鈴木孝義   | 後上義隆                   |
| 第40話 | 10月26日      | マフ・ポッターの裁判     | 宮崎晃          | 横田和善   | こさこ吉重 桜井美知代      |
| 第41話 | 11月2日       | インジャン・ジョーの行方 | 宮崎晃          | 竹田のびる | 高野登                     |
| 第42話 | 11月9日       | 楽しい船の旅             | 宮崎晃          | 腰繁男     | こさこ吉重                 |
| 第43話 | 11月16日      | 白い馬を見た             | 宮崎晃          | 鈴木孝義   | 後上義隆                   |
| 第44話 | 11月23日      | 稲妻をつかまえろ         | 宮崎晃          | 竹田のびる | こさこ吉重 桜井美知代      |
| 第45話 | 11月30日      | さらば白馬よ             | 宮崎晃          | 腰繁男     | 高野登                     |
| 第46話 | 12月7日       | 化物屋敷で               | 宮崎晃          | 横田和善   | こさこ吉重                 |
| 第47話 | 12月14日      | マクドウガルの洞窟       | 宮崎晃          | 鈴木孝義   | 後上義隆                   |
| 第48話 | 12月21日      | インジャン・ジョーの最後 | 宮崎晃          | 竹田のびる | こさこ吉重                 |
| 第49話 | 12月28日      | 格好の悪い終り方         | 宮崎晃          | 竹田のびる | こさこ吉重                 |

## ネット局
※放送日時・系列は本番組終了時（1980年12月）のもの。
| 放送地域       | 放送局         | 放送日時           | 放送系列                                     | 備考   |
| -------------- | -------------- | ------------------ | -------------------------------------------- | ------ |
| 関東広域圏     | フジテレビ     | 日曜 19:30 - 20:00 | フジテレビ系列                               | 制作局 |
| 北海道         | 北海道文化放送 | 日曜 19:30 - 20:00 | フジテレビ系列                               |        |
| 宮城県         | 仙台放送       | 日曜 19:30 - 20:00 | フジテレビ系列                               |        |
| 秋田県         | 秋田テレビ     | 日曜 19:30 - 20:00 | フジテレビ系列                               |        |
| 山形県         | 山形テレビ     | 日曜 19:30 - 20:00 | フジテレビ系列                               |        |
| 長野県         | 長野放送       | 日曜 19:30 - 20:00 | フジテレビ系列                               |        |
| 静岡県         | テレビ静岡     | 日曜 19:30 - 20:00 | フジテレビ系列                               |        |
| 富山県         | 富山テレビ     | 日曜 19:30 - 20:00 | フジテレビ系列                               |        |
| 石川県         | 石川テレビ     | 日曜 19:30 - 20:00 | フジテレビ系列                               |        |
| 福井県         | 福井テレビ     | 日曜 19:30 - 20:00 | フジテレビ系列                               |        |
| 中京広域圏     | 東海テレビ     | 日曜 19:30 - 20:00 | フジテレビ系列                               |        |
| 近畿広域圏     | 関西テレビ     | 日曜 19:30 - 20:00 | フジテレビ系列                               |        |
| 島根県・鳥取県 | 山陰中央テレビ | 日曜 19:30 - 20:00 | フジテレビ系列                               |        |
| 岡山県・香川県 | 岡山放送       | 日曜 19:30 - 20:00 | フジテレビ系列                               |        |
| 広島県         | テレビ新広島   | 日曜 19:30 - 20:00 | フジテレビ系列                               |        |
| 愛媛県         | 愛媛放送       | 日曜 19:30 - 20:00 | フジテレビ系列                               | [ 1 ]  |
| 福岡県         | テレビ西日本   | 日曜 19:30 - 20:00 | フジテレビ系列                               |        |
| 佐賀県         | サガテレビ     | 日曜 19:30 - 20:00 | フジテレビ系列                               |        |
| 熊本県         | テレビ熊本     | 日曜 19:30 - 20:00 | フジテレビ系列 日本テレビ系列 テレビ朝日系列 |        |
| 沖縄県         | 沖縄テレビ     | 日曜 19:30 - 20:00 | フジテレビ系列                               |        |
| 青森県         | 青森放送       | 土曜 18:00 - 18:30 | 日本テレビ系列 テレビ朝日系列                |        |
| 岩手県         | 岩手放送       | 日曜 18:00 - 18:30 | TBS系列                                      | [ 2 ]  |
| 福島県         | 福島テレビ     | 土曜 18:00 - 18:30 | TBS系列 フジテレビ系列                       |        |
| 新潟県         | 新潟総合テレビ | 月曜 18:30 - 19:00 | フジテレビ系列 日本テレビ系列 テレビ朝日系列 |        |
| 山梨県         | 山梨放送       | 木曜 19:00 - 19:30 | 日本テレビ系列                               |        |
| 山口県         | 山口放送       | 月曜 19:00 - 19:30 | 日本テレビ系列 テレビ朝日系列                |        |
| 徳島県         | 四国放送       | 木曜 19:00 - 19:30 | 日本テレビ系列                               |        |
| 高知県         | 高知放送       | 土曜 18:00 - 18:30 | 日本テレビ系列                               |        |
| 長崎県         | テレビ長崎     | 日曜 18:00 - 18:30 | フジテレビ系列 日本テレビ系列                | [ 3 ]  |
| 大分県         | テレビ大分     | 土曜 18:00 - 18:30 | 日本テレビ系列 フジテレビ系列 テレビ朝日系列 | [ 3 ]  |
| 宮崎県         | テレビ宮崎     | 土曜 18:30 - 19:00 | 日本テレビ系列 フジテレビ系列 テレビ朝日系列 | [ 3 ]  |
| 鹿児島県       | 鹿児島テレビ   | 土曜 19:00 - 19:30 | 日本テレビ系列 フジテレビ系列 テレビ朝日系列 | [ 3 ]  |

## 再放送について
「BS名作アニメ劇場」での初回放送を始め、過去にNHKで放送された際には、内容が差別的などの理由により第43話 - 第45話が自主的に放送を自粛される場合もあった。
2010年代前半以降には16:9のHDサイズにテレシネされたデジタルリマスター版も制作、オリジナルでは見えなかった部分が引き伸ばされ、画質が1080iに再編集されている。このデジタルリマスター版は、2010年5月26日より実施された「BS名作アニメ劇場」での2回目の放送で使用され、以降独立局などでも順次放送された。

## 映像ソフト化
テレビシリーズのDVDは1999年8月25日から11月25日にかけて、全12巻が発売された。また2011年3月25日には全50話を一括して収録した「トム・ソーヤーの冒険 DVDメモリアルボックス」が発売された。